# Kopica
Kopica (německy Schüselberg, český název asi nemá) je hora v hraničním hřebeni Javořích hor, severovýchodně vesnice Vižňov, severně od hory Světlina. Dosahuje nadmořské výšky 803 metrů. Vrchol leží na hranici ČR a Polska.

## Hydrologie
Hora náleží do povodí Odry. Vody odvádějí přítoky Stěnavy.

## Vegetace
Hora je převážně zalesněná, jen místy najdeme menší paseky. Většinou se jedná o smrkové monokultury, méně se dochovaly lesy smíšené nebo listnaté. Potenciální přirozenou vegetací jsou na většině míst hory horské bučiny, tedy bučiny s výskytem určitého množství přirozeného smrku ztepilého.

## Ochrana přírody
Česká část hory leží v CHKO Broumovsko.